# Luccas Papp
Luccas Papp, nome artístico de Luccas Papp Vieira da Silva (São Paulo, 10 de novembro de 1992), é um ator, diretor, produtor, dramaturgo e professor de teatro Brasileiro.

## Biografia
Fez parte do elenco da novela “Seus Olhos”, e participações em “Amor e Revolução” no SBT, “A escrava Isaura”, na Record e “A Favorita” na Globo. Atuou em “Nove milímetros” na rede americana FOX e foi antagonista em Brilhante FC, da Nickelodeon. Filmou “Eldorado”, média-metragem de Paula Goldman e “Lula, o filho do Brasil”, longa-metragem de Fábio Barreto. Está no ar no elenco de “A mira do Crime” no FX e Record e fez uma participação especial em “Felizes para Sempre?” exibido pela Rede Globo e dirigido por Fernando Meirelles. Foram mais de trinta e cinco produções teatrais como ator. Os musicais “Moranguinho em o grande resgate” e “Peter Pan”, e os dramas “O Arquiteto e o Imperador da Assíria”, “A flor de Varsóvia”, "Os donos do Mundo" e "O Ovo de Ouro" se destacaram como sucessos.
Dirigiu mais de 30 espetáculos e tem 20 textos registrados como autor teatral. Atuou em diversas produções autorais, e no ano de 2014 viveu Hamlet, personagem masculino mais consagrado da dramaturgia mundial. Foi professor e diretor de teatro da escola Fundação Bradesco. Duas vezes vencedor do FECT (Festival Curtas de teatro de Osasco) de melhor ator e uma vez como autor.
Premiado pelo FESTECAR 2014 (Festival de teatro de Carapicuíba) como melhor autor, diretor e produtor, também indicação como ator. Pelo seu engajamento na difusão da cultura e da arte na cidade em que reside, o jovem recebeu da Câmara dos Vereadores de Osasco, o Diploma Cidade de Osasco e a medalha Raposo Tavares, a maior honraria cedida a um natural ou morador do município, se tornando o cidadão mais jovem a ganhar o título.
Interpretou "Mosquito" em "As Aventuras de Poliana", o que lhe rendeu o Prêmio Contigo! de revelação da TV de 2020.
Em janeiro do mesmo ano foi eleito pela Revista FORBES BRASIL um dos Under 30 (um dos jovens de maior sucesso em sua área do ano anterior).
Gravou a 1ª temporada de "No Mundo da Luna", série da HBOMax, baseado na obra de Carina Rissi.
Atualmente é diretor da Cia Epílogo de teatro e dá aula para mais de 100 alunos, produzindo mais de uma dezena de espetáculos estudantis por ano. 
Escreveu e dirigiu "Peter Pan - Crescer é Preciso", um dos maiores fenômenos do teatro Infantil paulistano, levando mais de 20 mil pessoas ao teatro em 2024 e 2025. Atualmente estrela "O Ponto Final", obra que divide palco com o pricólogo Marcos Lacerda. 

## Novelas
| Ano     | Novela                  | Personagem             | Notas        |
| ------- | ----------------------- | ---------------------- | ------------ |
| 2004    | A Escrava Isaura        | Leôncio (criança)      | Participação |
| 2005    | Seus Olhos              | Nilo                   |              |
| 2008    | A Favorita              |                        | Participação |
| 2011    | Amor e Revolução        |                        | Participação |
| 2018-20 | As Aventuras de Poliana | Luricleyton "Mosquito" |              |

## Espetáculos como ator
- Chapeuzinho Vermelho – Teatro Municipal de Osasco
- Musical Infantil: Moranguinho - Via Funchal - Julho/2006 - Produção: Exim Licensing Group Brasil
- “O mágico de Oz” – Jun/2007 – personagem: Espantalho.
- “A lição” de Eugene Ionesco – set/07 – personagem: Aluno
- “O livro” de Vioblaque Cavalcante – dez/07
- O Arquiteto e o Imperador da Assíria – Teatro Bibi Ferreira – 2º semestre – 2008.
- “Louco Circo do Desejo” – Consuelo de Castro – 2008
- “O Santo e a Porca” – Ariano Suassuna – Espaço Pulsarte – 2008.
- “O mal em um alguém” – Personagem: Danilo – Teatro Municipal de Osasco – Mar/09
- “Romeu e Julieta” (adaptação) – Narrador jun/09
- “Recomeço” – Personagem: Rodrigo – ago/2009
- Trilogia “Circo – Musical” – Personagem: Apresentador. Teatro Municipal de Osasco – Partes apresentadas em out/09, mar/10 e out/10.
- “O portal dos Pombais” – Teatro Municipal de Osasco – Personagem “Ele” – Jun/10.
- “Olhos d’água” – Teatro Municipal de Osasco – jun/11 – Personagem: Pai
- “Capitães da Areia” – Set/11 – Personagem: Pe. José Pedro.
- “Fim do Túnel” – Set/11 – Personagem: Miguel
- “Peter Pan” – De 2009 até hoje – Personagem: Peter Pan
- “A flor de Varsóvia” – Abril a setembro/12 – Personagem: Richard
- “Reconecte” – 2013 Personagens: Geraldo e depoimento.
- “Desafios – como aceitá-los e vencê-los” – 2013 – Personagem: Caçador
- Intervenção “Você tem as ferramentas” – 2013 – Empresa BBMapfre – São Paulo e RJ
- Elefante de porcelana – Teatro Nivaldo Santana – Osasco – 2013 – Personagem: Pai
- Dom Casmurro – Teatro Municipal de Osasco. Personagem: Casmurro
- Neuras no Ninho – Teatro Grande Otelo – Osasco
- HAMLET – William Shakespeare, Teatro Nivaldo Santana – Osasco. Personagem: Hamlet
- "A cabeça do dragão" - Teatro Nivaldo Santana – Osasco. Personagem: Aron
- “O estranho atrás da porta” – Diversas cidades de São Paulo. Personagem: Átila.
- "O colecionador de Universos" - 2015 - VIGA Espaço Cênico - Personagem: Martin
- "5 pontos", Teatro Nivaldo Santana – 2015 - Osasco. Personagem: Oliver Arnold
- " O Falcão Vingador" - 2015 - Teatro Viga Espaço Cênico - e 2022 - Teatro Nair Bello - São Paulo. Personagem: Victor
- "Os Guarda-Chuvas" - Teatro Augusta e Espaço Parlapatões - São Paulo. Personagem: Jonas
- "4Ever -A última Noite" - Teatro Santo Agostinho e Teatro Jaraguá. 2016/17 - Personagem: Daniel
- "Os donos do Mundo" - Teatro Augusta e Teatro Santo Agostinho. 2016/17 - Personagem: Tiago
- "Manual de Sobrevivência do Jovem Contemporâneo" - turnê Nacional - 2017. Personagem: Binho
- "O Jardim dos sonhadores" - VIGA Espaço Cênico / Teatro das Artes - Set e out/2017 e Março/2019 - Personagem: John
- "A Trágica Antologia Familiar" - VIGA Espaço Cênico - fev e mar/2018
- "O Planeta dos Esquecidos" - Teatro Viradalata - Jun e Jul/2018 - Personagem: Hector.
- "2 Palitos ou (A Fantástica Insensatez da Existência) - VIGA Espaço Cênico - Set 2018. Personagem: Cesar
- ”Nunca Fomos tão Felizes” - Teatro Itália - texto e direção de Dan Rosseto. - Personagem: Frank - 2019
- “O último Mafagafo” - Viga espaço Cênico - 2019 e Teatro MorumbiShopping 2022- personagem: Pedro
- ”O Ovo de Ouro” - SESC Santo Amaro / Teatro Porto Seguro - novembro/2019 a março /2020 - Personagem: Dasco Nagy
- ”O canto de Ninguém” - Teatro Itália - março/2020 - Personagem: Geoffrey Smithson
- "A Ponte" - Transmissão Online - Setembro/2020 - Personagem: Doni Gatt
- "A bicicleta de papel" - Teatro das Artes/SP - Janeiro e fevereiro de 2021 - Personagem: Ian Vilares
- "Jimmy" - Transmissão Online - Março/2021 - Personagem: Jimmy
- "O Finado Betta e os irmãos Rubel" - Agosto/2021 - Personagem: Alec
- "Men.u" - Janeiro/2022 - Personagem: Leonardo
- "Não fui eu... me contaram!" - Marco/2022 - Stand-up
- ”O anjo de Cristal” - Maio/2022 - personagem: Marcos
- “Aqui Jazz” - Dezembro/2022 - Personagem: Louis
- “Sonhejunto.com” - Abril/2023 - Personagem: Christian
- "O Ponto Final" - Junho/2025 - Personagem: Eduardo Lessa

## Espetáculos como diretor
- "O mal em um alguém" - mar/2009
- “Recomeço”– ago/2009
- “Romeu e Julieta” – Fundação Bradesco – ago/2009
- “O lobo da Má Temática” – Fundação Bradesco - 09
- Trilogia “Circo – Musical” – Teatro Municipal de Osasco – Partes apresentadas em out/09, mar/10 e out/10.
- “O portal dos Pombais” – Teatro Municipal de Osasco - Jun/10.
- “Os Mathsons” – Mar/10
- “Olhos d’água” – Teatro Municipal de Osasco – jun/11 – Personagem: Pai
- “Capitães da Areia” – Set/11
- “Fim do Túnel” – Set/11
- “Pluft – O fantasminha” de Maria Clara Machado – Maio-junho/12
- “Catarse” – Junho/12
- “O fantástico mistério de feiurinha” de Pedro Bandeira – Dezembro/12
- “Os donos do mundo” – Dezembro/12
- “Disney Killer” de Philip Ridley – Dir. Darson Ribeiro. 2012 – (Assist. De direção)
- “O cruel” de Raphael Ramos. Satyrianas 2012. (Assis. De direção)
- “A esteira da vida” – 2013
- “Rede do destino” – CCR ViaOeste e Rodoanel – 2013
- “Desafios – como aceitá-los e vencê-los” – 2013
- “Reconecte” – 2013
- “O rapto das cebolinhas” – Maria clara Machado – 2013
- “Enfrentando as ondas” – 2013
- "Elefante de Porcelana" – 2013
- “Dom Casmurro” – Machado de Assis – Out/2013
- “Meninos e Meninas – O Musical” – Out/2013
- “Circo Inpectus” – Out/2013
- “Neuras no Ninho – Dez/2013
- "Hamlet" – William Shakespeare – Abril/2014
- "A cabeça do dragão" – jun/14 Sonho de uma noite de verão – Out/2014
- "O despertar da primavera – out/2014"
- "O estranho atrás da porta – Out/2014"
- "O auto da Compadecida" - Out/2015
- "Terror e miséria no terceiro Reich" - Out/2015
- "O último Carro" - Out/2016
- "A vida de Galileu" - Out/2016
- "Manual de Sobrevivência do Jovem contemporâneo" - 2017
- "O Círculo de Giz Caucasiano" de Bertolt Brecht - Out/2017
- "Gota D'água" de Chico Buarque e Paulo Pontes - Out/2017
- A Trágica Antologia Familiar" - VIGA Espaço Cênico - fev e mar/2018
- "2 Palitos ou (A Fantástica Insensatez da Existência) - VIGA Espaço Cênico - Set 2018.
- ”O último Mafagafo” - Viga espaço Cênico - jun/2019
- O burguês Fidalgo - Teatro Municipal de Osasco - jun/2019
- A Megera (In)domada - Teatro Municipal de Osasco - jun/2019
- O colecionador de Universos - Transmissão Online - out/2020
- A Ponte - Transmissão Online - Out/2020
- "Jimmy" - Transmissão Online - Março/2021
- "O Finado Betta e os irmãos Rubel" - Agosto/2021
- O voo da Borboleta - CIA EPÍLOGO - Novembro/2021
- GARDENVILLE - CIA EPÍLOGO - Novembro/2021
- A névoa - CIA EPÍLOGO - Novembro/2021
- As sete vidas capitais - CIA EPÍLOGO - Novembro/2021
- "Não fui eu... me contaram!" - Marco/2022 - Stand-up
- “Ruptura” - Cia Epílogo- 2022
- ”E a morte vai para…” - Cia Epílogo - 2022
- ”Os artefatos da Infinitude” - Cia Epílogo- 2022
- “Aqui jazz” - CIA Epílogo - 2022
- “Sonho de uma noite de Verão” - Teatro das Artes - 2023
- ”Sonhejunto.com” - Teatro MorumbiShopping - 2023
- ”Caixa Preta” - Cia Epílogo- 2024
- ”A Porta” - Cia Epílogo- 2024
- ”Por trás das Máscaras” - Cia Epílogo- 2024
- ”Passaporte para as estrelas” - Cia Epílogo - 2024
- "Peter Pan - Crescer é Preciso" - Teatro das Artes - 2024
- "Libélula" - Teatro Itália - 2025
- "Os Herdeiros do Silêncio" - Cia Epílogo - 2025
- "O Pecado Oculto" - Cia Epílogo - 2025
- "O Último Reduto" - Cia Epílogo - 2025
- "O Ponto Final" - Teatro Multiplan MorumbiShopping

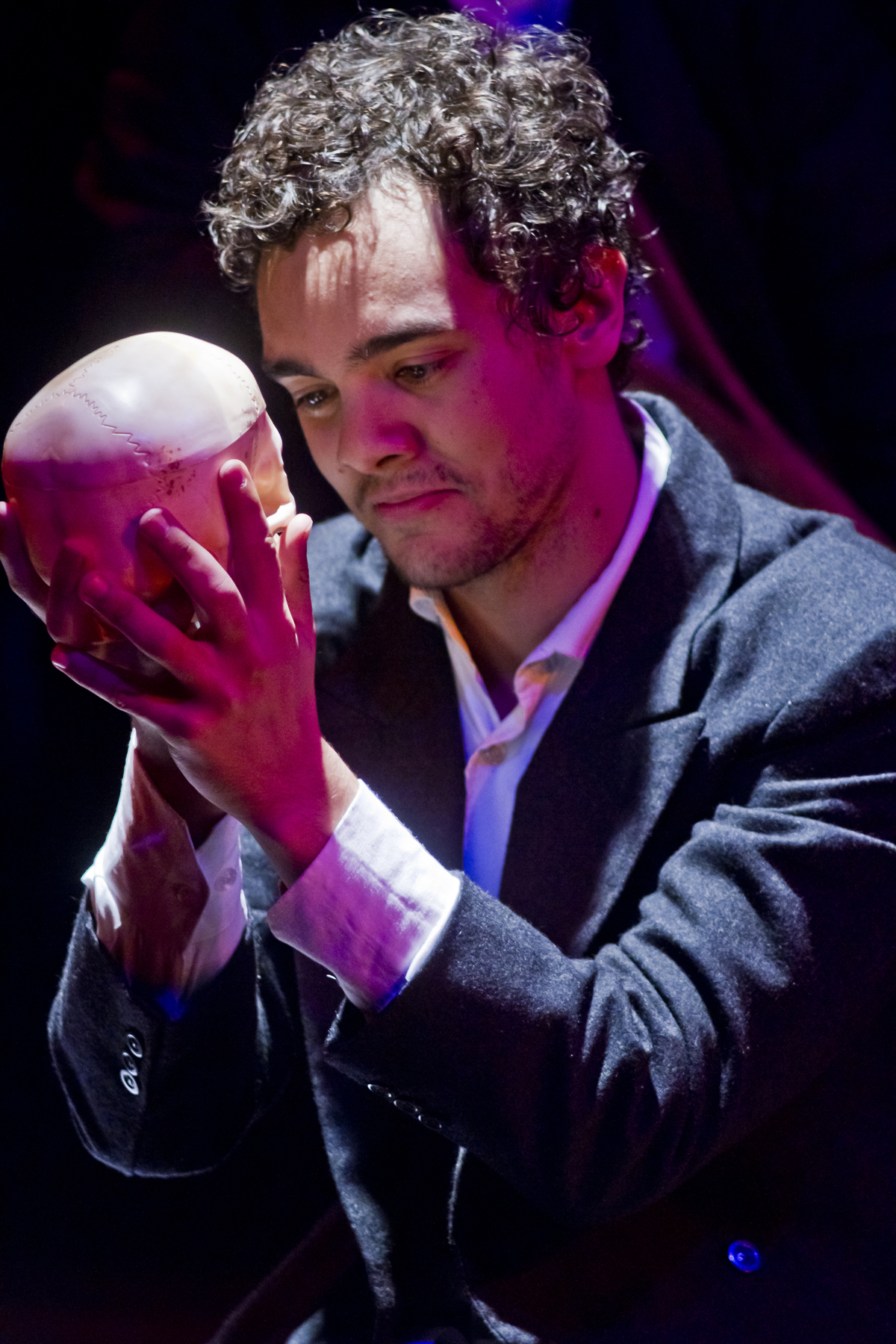
Luccas Papp como Hamlet

## Textos teatrais
- "O mal em um alguém"
- “Recomeço”
- “Templários”
- “Circo – O início”
- “Circo – Grand Finale”
- “O portal dos Pombais”
- “Olhos d’água”
- “Fim do Túnel”
- “A flor de Varsóvia”
- “A hora e a vez de Guimarães Rosa”
- “Catarse”
- “O palhaço e as bailarinas ou (O Último Mafagafo)”
- “Os donos do mundo”
- "Rede do destino”
- “Elefante de Porcelana”
- “Meninos e Meninas – O musical”
- “Os Guarda-Chuvas”
- “A cabeça do dragão"
- “O estranho atrás da porta”[11]
- “O colecionador de universos"
- "O Falcão Vingador"
- "A última noite / 4Ever"
- "Cinco pontos"
- "O canto de Ninguém"
- "Os sete Machados"
- "O Jardim dos sonhadores"
- "Manual de Sobrevivência do Jovem Contemporâneo"
- "O Planeta dos Esquecidos"
- "O ovo de Ouro"
- "Dois Palitos ou (A Fantástica Insensatez da Existência)"
- “A Bicicleta de Papel”
- “MEN.U”
- ”Incidente em Antares” (adaptação)
- ”Pais”
- ”Sonhejunto.com”
- ”Estepe”
- ”Culpa (adaptação)”
- “Tetris”
- "Jimmy"
- "A Ponte"
- "Libélula" (Adaptação da obra de Marcos Lacerda)
- ”O Finado Betta e os Irmãos Rubel”
- ”Não fui eu... me contaram!”
- ”O Anjo de Cristal”
- ”O Copo de Leite”
- ”O Ninho de Tubarões”
- "O Poderoso Luminus"
- "O Sétimo Milagre"
- "Peter Pan - Crescer é Preciso"
- "Os Lírios D'oeste"
- "O Ponto Final"
- "Psico - O Escarlate Urbano"